# Àguila emplomallada
L'àguila emplomallada (Lophaetus occipitalis) és un ocell rapinyaire de la família dels accipítrids (Accipitridae) que és col·locat al monoespecífic gènere Lophaetus Kaup, 1847 . Habita zones amb arbres de l'Àfrica subsahariana, fora de les zones més àrides. El seu estat de conservació es considera de risc mínim.
Es tracta d'una àguila mitjana (uns 55 cm de llargària) que s'alimenta bàsicament de micromamífers.